# Yamashina-ku (Kyōto)
Yamashina-ku (japanisch 山科区) ist einer von elf Stadtbezirken (ku) von Kyōto, Japan. 

## Geschichte
Yamashina war ursprünglich eine selbständige Stadt (chō) im Landkreis Uji, bis sie am 1. April 1931 zu Kyōto eingemeindet und vorübergehend ein Teil des Stadtbezirks Higashiyama-ku wurde. Am 1. Oktober 1976 wurde Yamashina zu einem eigenen Stadtbezirk erhoben.

## Verkehr
Der Bahnhof Yamashina ist nur eine Station vom Bahnhof Kyōto entfernt auf der Tōkaidō-Hauptlinie (Biwako-Linie). 

## Sehenswürdigkeiten

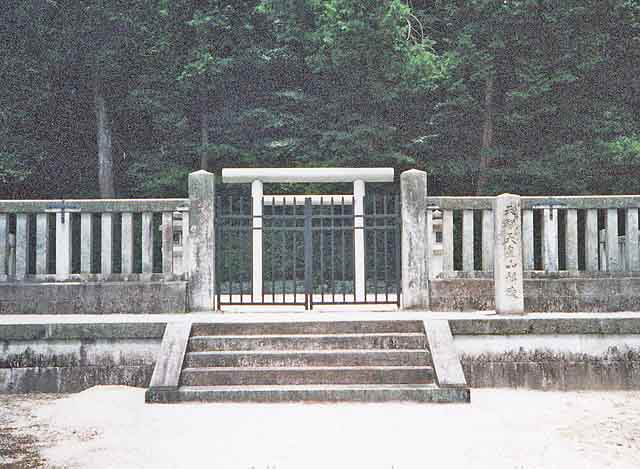
Das Grab des Kaisers Tenji

In Yamashina-ku befinden sich die Gräber des Kaisers Tenji, das älteste Kaisergrab in Kyōto, und von Sakanoue no Tamuramaro, einem General der Heian-Zeit, der Ōishi-Schrein sowie mehrere bedeutende Tempel. Durch den Bezirk verläuft der Biwaseekanal.